# Alekszandr Igorevics Griscsuk
Alekszandr Igorevics Griscsuk, (oroszul: Алекса́ндр И́горевич Грищу́к, a nemzetközi szakirodalomban Aleksander Grischuk), (Moszkva, 1983. október 31. –) orosz sakkozó, nemzetközi nagymester, háromszoros világbajnokjelölt, csapatban kétszeres sakkolimpiai bajnok, háromszoros sakkcsapat világbajnok, orosz bajnok, háromszoros villámsakk világbajnok, Oroszország U10, U12, U14 és U16 korosztályos bajnoka.
Egyike annak a tíz sakkozónak, akik életük során túlszárnyalták a 2800 Élő-pontos határt, és a 2014. decemberben elért 2810 pontjával az örökranglistán a 10. helyen áll.
2022 decemberében az Élő-pontszáma 2745, amellyel a világranglista 12. helyén áll. Legmagasabb világranglista-helyezése a 3. volt, amelyet először 2014. májusban ért el.

## Sakkpályafutása
Négyéves korában apjától tanult meg sakkozni. 1992-ben kilencéves korában holtversenyben az 1−2. helyen végezve ezüstérmet szerzett a duisburgi ifjúsági sakkvilágbajnokságon. Az 1990-es években Oroszország ifjúsági bajnoka lett az U10, U12, U14 és U16 korosztályban is.
14 éves korában lett mester, 1998-ban nemzetközi mester és 16 éves korában, 1999-ben teljesítette a nemzetközi nagymesteri normát, amely címet 2000-ben kapta meg.
15 éves korában, 1998-ban bejutott Oroszország felnőtt bajnokságának döntőjébe, ahol a hatvan résztvevős svájci rendszerű versenyen 5 pontot szerzett, és a 37−44. helyen végzett. Első nagy versenysikerét 1999. novemberben a Csigorin-emlékversenyen aratta, ahol kilenc játszmából 7 pontot szerzett, és jobb pontértékével az első helyet szerezte meg a vele holtversenyben végző Szergej Volkov előtt. 2000-ben Ruszlan Ponomarjovval holtversenyben lett első Torshavnban, és ebben az évben a 2606-os Élő-pontszáma alapján jogosultságot nyert a 2000-es FIDE-sakkvilágbajnokságon való részvételre, ahol az elődöntőig jutott, és ezzel berobbant a világ élvonalába.
Az ezt követő években folyamatosan a legnagyobb világversenyek élmezőnyében végzett. Egyaránt a második helyet szerezte meg 2001-ben a Linaresi sakktornán (holtversenyben 2−6.), 2002-ben Wijk aan Zeeben és az Aeroflot Openen (holtversenyben 1−5.). 2004-ben ezüstérmet szerzett Oroszország szuperbajnokságán.
2009-ben első helyen végzett a linaresi szupertornán, megnyerte Oroszország bajnokságát, és második lett Bilbaóban a Chess Masters Final Grand Slam döntőn. 2010-ben második helyen végzett Linaresben és harmadik lett az orosz szuperbajnokságon. Az orosz szuperbajnokságon a harmadik helyet a következő évben is megszerezte. 2014-ben egy pont előnnyel nyerte a Petroszjan-emlékversenyt,
Háromszoros villámsakk világbajnok, miután 2006-ban Rishon Le Zionban a rájátszásban győzött a vele holtversenyben végző Peter Szvidler ellen. 2012-ben körmérkőzéses versenyen fél ponttal megelőzte Magnus Carlsent és egy ponttal a harmadik helyen végző Szergej Karjakint. 2015-ben ismét ő szerezte meg az első helyet, miután a 188 résztvevővel svájci rendszerben lebonyolított versenyen fél ponttal megelőzte a második−harmadik helyen holtversenyben végző francia Maxime Vachier-Lagrave-ot, valamint az orosz exvilágbajnok Vlagyimir Kramnyikot.

## Részvételei a világbajnoki versenyeken
Élő-pontszáma alapján részt vehetett 2000-ben a kieséses rendszerű világbajnoki versenyen, amelyen egészen az elődöntőig jutott, ahol Alekszej Sirovtól szenvedett 2,5−1,5 arányú vereséget.
A 2002-es FIDE-sakkvilágbajnokságon mint az előző világbajnoki verseny elődöntőse szerzett jogot a részvételre. Ez alkalommal a 2. körben vereséget szenvedett az orosz Alekszandr Motiljovtól.
A 2004-es FIDE-sakkvilágbajnokságon a negyeddöntőig jutott, ahol a később a világbajnoki címet is megszerző Rusztam Kaszimdzsanovtól kapott ki rájátszás után 3−1 arányban.
A 2007-es sakkvilágbajnokság versenysorozatában a 2005-ös sakkvilágkupán az elődöntőig jutott, miután a nyolcaddöntőben az amerikai Gata Kamsky, a negyeddöntőben az izraeli Borisz Gelfand ellen győzött, az elődöntőben az ukrán Ruszlan Ponomarjovtól szenvedett 3−1 arányú vereséget a rájátszás után. A világkupa első 10 helyezettje szerzett jogot a világbajnokjelöltek versenyén való indulásra, amely ebben a világbajnoki ciklusban két szakaszból állt: az első szakaszban 16 versenyző közül két körben hat-hat játszmás páros mérkőzések keretében négyen vívták ki a jogot a világbajnokjelöltek körmérkőzéses versenyében való részvételre, ahol csatlakozott hozzájuk az előző világbajnoki versenysorozat első négy helyezettje (beleértve a regnáló világbajnokot is).
Griscsuk az első körben Vlagyimir Malahov ellen 3,5−1,5-re, a második körben Szergej Rubljovszkij ellen rájátszás után 5,5−3,5-re győzött, ezzel a nyolcfős világbajnoki döntő résztvevője lett, amelyen végül a nyolcadik helyen végzett.
A 2010-es világbajnoki ciklusban az előző világbajnoki versenysorozaton elért eredménye alapjn szerzett kvalifikációt a 2007-es sakkvilágkupán való részvételre. Az egyenes kieséses versenyben a 3. körig jutott, ahol Jevgenyij Barejev ellen szenvedett rájátszás után 2,5−1,5 arányú vereséget.
A 2012-es világbajnoki ciklusban a 2009-es sakkvilágkupa kieséses rendszerű versenyén, vagy a FIDE Grand Prix 2008–10 versenysorozatán lehetett kvalifikációt szerezni a világbajnokjelöltek versenyén való részvételre. Griscsuk a 2009-es sakkvilágkupán a 4. körig jutott, ahol Dmitrij Jakovenko többszöri rájátszás után 5−3 arányban győzött ellene, elütve ezzel a negyeddöntőbe jutástól. A Grand Prix sorozaton már sikeresebben szerepelt, az egyes versenyeken elért eredményei alapján összesítésben a harmadik helyen végzett. A versenyről csak az első két helyezett szerzett volna kvalifikációt a világbajnokjelöltek versenyére, de Magnus Carlsen nem értett egyet a világbajnokság lebonyolítási módjával, ezért visszalépett, így a Grand Prix versenysorozat harmadik helyezettjeként Griscsuk szerzett jogot a részvételre.
A 2011. májusban Kazanyban megrendezett világbajnokjelöltek versenyén először Levon Aronján ellen győzött rájátszás után 4,5−3,5 arányban, majd az elődöntőben Vlagyimir Kramnyik exvilágbajnokot győzte le ugyancsak többszöri rájátszás után 5,5−4,5-re, és csak a döntőben szenvedett vereséget Borisz Gelfandtól 3,5−2,5-re.
A 2013-as sakkvilágbajnokság versenysorozatában a 2011-es sakkvilágkupán egészen a döntőig jutott, miután a negyeddöntőben a cseh David Navara ellen 2,5−1,5-re, az elődöntőben az ukrán Vaszil Ivancsuk ellen 3,5−2,5-re győzött. A döntőben 2,5−1,5 arányban szenvedett vereséget az orosz Peter Szvidlertől. A 2013. március−áprilisban Londonban rendezett világbajnokjelöltek versenyén, amely kétfordulós körmérkőzéses rendszerben zajlott, a hatodik helyen végzett.
A 2014-es sakkvilágbajnokság versenysorozatában a 2013-as sakkvilágkupán csak a 3. körig jutott, ahol a vietnami Lê Quang Liêmtől szenvedett vereséget. A FIDE Grand Prix 2012–13 versenysorozatán összesítésben csak az ötödik helyen végzett, így ebben a ciklusban nem jutott be világbajnokjelöltek közé.
A 2016-os sakkvilágbajnoksági ciklusban a 2015-ös sakkvilágkupán az elődöntőig menetelő és ott a későbbi győztestől kikapó ukrán Pavel Eljanovtól szenvedett vereséget a 3. körben. A másik kvalifikációs lehetőséget sem sikerült kihasználnia, mert a FIDE Grand Prix 2014–15 versenysorozatán összesítésben csak a 10. helyet szerezte meg.

### Kiemelkedő versenyeredményei
| Év   | Helyszín         | Verseny                                     | + | − | =  | Eredmény | Helyezés |
| ---- | ---------------- | ------------------------------------------- | - | - | -- | -------- | -------- |
| 1998 | Szentpétervár    | Oroszország sakkbajnoksága 1998             |   |   |    | 5/11     | 37−44.   |
| 1999 | Szentpétervár    | Csigorin-emlékverseny                       |   |   |    | 7/9      | 1.       |
| 2000 | Tórshavn         | Tórshavn open                               |   |   |    |          | 1−2.     |
| 2001 | Linares          | Linaresi sakktorna                          | 2 | 3 | 5  | 4,5/10   | 2−6.     |
| 2002 | Wijk aan Zee     | Wijk aan Zee                                | 6 | 2 | 5  | 8,5/13   | 2.       |
| 2002 | Moszkva          | Aeroflot Open                               |   |   |    | 6,5/9    | 2.       |
| 2003 | Wijk aan Zee     | Wijk aan Zee                                | 3 | 2 | 8  | 7/13     | 4.       |
| 2004 | Pojkovszkij      | nemzetközi verseny                          | 4 | 1 | 4  | 6/9      | 1-2.     |
|      | Moszkva          | Oroszország sakkbajnoksága 2004             | 3 | 1 | 6  | 6/10     | 2.       |
| 2005 | Wijk aan Zee     | Wijk aan Zee                                | 2 | 1 | 10 | 7/13     | 4-7.     |
|      | Pojkovszkij      | nemzetközi verseny                          | 3 | 1 | 5  | 5,5/9    | 3-4.     |
| 2008 | Eliszta          | FIDE Grand Prix 2008–10 3. versenye         | 4 | 1 | 8  | 8/13     | 1-3.     |
| 2009 | Linares          | Linaresi sakktorna                          | 3 | 1 | 10 | 8/14     | 1.       |
|      | Nalcsik          | FIDE Grand Prix 2008–10 4. versenye         | 4 | 3 | 6  | 7/13     | 4-5.     |
|      | Bilbao           | Grand Slam döntő                            | 2 | 2 | 2  | 3/6      | 2.       |
|      | Moszkva          | Oroszország sakkbajnoksága 2009 szuperdöntő | 4 | 0 | 5  | 6½/9     | 1        |
| 2010 | Linares          | Linaresi sakktorna                          | 3 | 1 | 6  | 6/10     | 2.       |
|      | Moszkva          | Oroszország sakkbajnoksága 2010 szuperdöntő | 2 | 0 | 9  | 6½/11    | 3.       |
| 2011 | Wijk aan Zee     | Corus sakktorna                             | 1 | 5 | 7  | 4½/13    | 11—13.   |
|      | Moszkva          | Oroszország sakkbajnoksága 2011 szuperdöntő | 2 | 1 | 4  | 4/7      | 3.       |
|      | Kazany           | Világbajnokjelöltek versenye 2011           | 3 | 2 | 19 | 12½/24   | 2.       |
|      | Hanti-Manszijszk | 2011-es sakkvilágkupa                       | 9 | 3 | 14 | 16/26    | 2.       |
| 2014 | Moszkva          | Petroszjan-emlékverseny                     | 4 | 0 | 3  | 5½/7     | 1.       |

## Csapateredményei

### Sakkolimpia
2000 óta Oroszország válogatottjának tagja a sakkolimpiákon. 2016-ig kilenc olimpián vett részt, ezek során csapatban két arany- (2000 és 2002), három ezüst- (2004, 2010 és 2012) és egy bronzérmet (2016-ban), egyéniben egy bronzérmet (2000) szerzett.

### Sakk-csapatvilágbajnokság
Hat alkalommal volt Oroszország válogatott csapatának tagja a sakk-csapatvilágbajnokságokon. Csapatban három arany (2005, 2010, 2013) és egy ezüstérem (2001), egyéniben egy arany (2005), két ezüst (2001, 2011) és egy bronzérem (2010) az eredménye.

### Sakkcsapat Európa-bajnokság
1999-től hat alkalommal volt tagja a Sakkcsapat Európa-bajnokságon Oroszország válogatottjának. Csapatban három alkalommal (2003, 2007, 2015) nyert arany és egy alkalommal (2013) bronzérmet, míg egyéniben egy alkalommal (2011) aranyérmes lett.

### Klubcsapatok Európa Kupája
2001-től kezdve minden évben résztvevője volt éppen aktuális klubcsapatával a Bajnokcsapatok Európa Kupája döntőjének. Összesen hat alkalommal, 2001-ben a Norilsky Nikel, 2003-ban és 2004-ben a NAO Paris, 2008-ban az Ural Sverdlovsk region, 2012-ben a SOCAR Baku, 2015-ben a Siberia Novosibirsk csapatával aranyérmet szerzett. Emellett csapatban még három ezüst és négy bronzérmet nyert. Egyéni eredménye ezekben a döntőkben három arany, öt ezüst és két bronzérem.

## Emlékezetes játszmái
|    | |    |    |    |    |    |    |
|    | \| \| \| \| \| \| \| \| \| \| \| \| \| \| \| \| \| \| \| \| \| \| \| \| \| \| \| \| \| \| \| \| \| \| \| \| \| \| \| \| \| \| \| \| \| \| \| \| \| \| \| \| \| \| \| \| \| \| \| \| \| \| \| \| \| \| \| \| \| \| \| \| |    |    |    |    |    |    |
|    | |    |    |    |    |    |    |
| a8 | b8 | c8 | d8 | e8 | f8 | g8 | h8 |
| a7 | b7 | c7 | d7 | e7 | f7 | g7 | h7 |
| a6 | b6 | c6 | d6 | e6 | f6 | g6 | h6 |
| a5 | b5 | c5 | d5 | e5 | f5 | g5 | h5 |
| a4 | b4 | c4 | d4 | e4 | f4 | g4 | h4 |
| a3 | b3 | c3 | d3 | e3 | f3 | g3 | h3 |
| a2 | b2 | c2 | d2 | e2 | f2 | g2 | h2 |
| a1 | b1 | c1 | d1 | e1 | f1 | g1 | h1 |

| a8 | b8 | c8 | d8 | e8 | f8 | g8 | h8 |
| a7 | b7 | c7 | d7 | e7 | f7 | g7 | h7 |
| a6 | b6 | c6 | d6 | e6 | f6 | g6 | h6 |
| a5 | b5 | c5 | d5 | e5 | f5 | g5 | h5 |
| a4 | b4 | c4 | d4 | e4 | f4 | g4 | h4 |
| a3 | b3 | c3 | d3 | e3 | f3 | g3 | h3 |
| a2 | b2 | c2 | d2 | e2 | f2 | g2 | h2 |
| a1 | b1 | c1 | d1 | e1 | f1 | g1 | h1 |

Alekszandr Griscsuk−Jevgenyij Barejev (1991), Francia védelem, Paulsen-támadás (ECO C02), 1−0
1. e4 e6 2. d4 d5 3. e5 c5 4. c3 Hc6 5. Hf3 Hh6 6. Fd3 cxd4 7. Fxh6 gxh6 8. cxd4 Fd7 9. Hc3 Vb6 10. Fb5 Bg8 11. O-O Hxe5 12. Hxe5 Fxb5 13. Vh5 Bg7 14. Bfe1 Bd8 15. Hxb5 Vxb5 16. Hxf7 Bxf7 17. Bxe6+ 1-0
Alekszandr Griscsuk−Ruszlan Ponomarjov (2000), Aljechin-védelem, Keres-változat (ECO F04), 1−0
1. e4 Hf6 2. e5 Hd5 3. d4 d6 4. Hf3 g6 5. Fc4 Hb6 6. Fb3 Fg7 7. a4 a5 8. Hg5 e6 9. f4 dxe5 10. fxe5 c5 11. c3 cxd4 12. O-O O-O 13. cxd4 Hc6 14. Hf3 f6 15. Hc3 fxe5 16. Fg5 Vd7 17. dxe5 Hxe5 18. Hxe5 Bxf1+ 19. Vxf1 Vd4+ 20. Kh1 Vxe5 21. Fd8 Vc5 22. He4 Vb4 23. Hg5 Kh8 24. Vf7 Fd7 25. Fxe6 Bxd8 26. Vg8+ Bxg8 27. Hf7# 1-0
Alekszandr Griscsuk−Anton Filippov (Sakkolimpia, 2014), Bogo-indiai védelem, Grünfeld-változat (ECO E11), 1−0
1. d4 Hf6 2. c4 e6 3. Hf3 Fb4+ 4. Hbd2 O-O 5. a3 Fe7 6. e4 d5 7. e5 Hfd7 8. Fd3 c5 9. Vc2 h6 10. O-O Hc6 11. Hb3 cxd4 12. Be1 Vb6 13. Ff4 a5 14. Bad1 Hc5 15. Hxc5 Vxc5 16. Ve2 Bd8 17. h4 Kf8 18. Bc1 Vb6 19. cxd5 exd5 20. Hg5 hxg5 21. Vh5 Ke8 22. e6 Fxe6 23. Bxe6 gxf4 24. Ff5 g6 25. Bxg6 Vc7 26. Be1 fxg6 27. Vh8+ Kf7 28. Fe6# 1-0
Szergej Rubljovszkij−Alekszandr Griscsuk (Világbajnokjelöltek versenye, 2007), Skót játék, Potter-változat (ECO C45), 1−0
1. e4 e5 2. Hf3 Hc6 3. d4 exd4 4. Hxd4 Fc5 5. Hb3 Fb6 6. Hc3 Hf6 7. Ve2 d6 8. Fg5 h6 9. Fh4 g5 10. Fg3 Ve7 11. h4 Bg8 12. hxg5 hxg5 13. O-O-O Fe6 14. Bh6 O-O-O 15. Hd5 Fxd5 16. exd5 He5 17. Fxe5 dxe5 18. Vf3 Bd6 19. Hd2 He8 20. Bh5 Hf6 21. Vf5+ Kb8 22. Bh6 He8 23. Vh7 Vf8 24. Bh1 Hf6 25. Vf5 Hxd5 26. He4 He7 27. Vh7 Bxd1+ 28. Kxd1 f5 29. Fc4 fxe4 30. Fxg8 Hxg8 31. Vxe4 a6 32. Bh8 Ka7 33. Vxe5 Vf7 34. Vxg5 Hf6 35. f3 Vd7+ 36. Vd2 Vb5 37. c3 Hd5 38. Bh1 Fe3 39.Ve2 0-1